# Eric Unbekand
Eric Unbekand, né le 21 juin 1971, est un archer français.

## Carrière
Il remporte le titre mondial par équipes aux Championnats du monde de tir à l'arc 1993 à Antalya avec Sébastien Flute et Lionel Torres.